# Parafia Wniebowzięcia Najświętszej Maryi Panny w Biórkowie Wielkim
Parafia Wniebowzięcia Najświętszej Maryi Panny w Biórkowie Wielkim – parafia rzymskokatolicka w miejscowości Biórków Wielki, należąca do dekanatu Wawrzeńczyce w archidiecezji krakowskiej. Do parafii należą wierni będący mieszkańcami wsi: Biórków Mały, Biórków Wielki, Łososkowice, Skrzeszowice, Wroniec, Wronin i Zieloną. Opiekę nad nią sprawują księża diecezjalni, a proboszczem od 2021 roku jest ks. Włodzimierz Kurek.
Odpust parafialny obchodzony jest dwukrotnie:
- 16 lipca – święto Matki Boskiej Szkaplerznej,
- 15 sierpnia – święto Wniebowzięcia Najświętszej Maryi Panny.

Funkcję kościoła parafialnego pełni zabytkowa drewniana świątynia pod wezwaniem Wniebowzięcia Najświętszej Maryi Panny. Ponadto parafia ma pod swoją opieką dwie kaplice filialne:
- Kaplica pw. św. Maksymiliana Kolbe w Skrzeszowicach
- Kaplica pw. św. Floriana we Wroninie[1]

Z zapisów świętopietrza z 1374 roku wynika, że w Biórkowie Wielkim już istniała parafia. Początkowo należała do dekanatu pleszowskiego, a od 1429 do dekanatu witowskiego. Ponownie we wsi została erygowana parafia w 1452 roku, kiedy wieś przejmował Mikołaj Birkowski herbu Topór. Od 1598 roku parafia należy do dekanatu proszowickiego.